# Ильчибай
Ильчибай (баш. Илсебай) — деревня в Калтасинском районе Республики Башкортостан Российской Федерации. Входит в состав Нижнекачмашевского сельсовета. 

## География

### Географическое положение
Расстояние до:
- районного центра (Калтасы): 11 км,
- центра сельсовета (Нижний Качмаш): 5 км,
- ближайшей ж/д станции (Янаул): 72 км.

## Население
| 2002 | 2009 | 2010 |
| ---- | ---- | ---- |
| 40   | ↘38  | ↘27  |

Национальный состав
Согласно переписи 2002 года, преобладающие национальности — татары (65 %), башкиры (32 %).